# Mwanga
El mwanga és una llengua bantu parlada per menys de 200.000 nadius a Malawi, Tanzània i Zàmbia i que s'escriu emprant l'alfabet llatí. Segons la classificació de Guthrie de les llengües bantus (que agrupa els idiomes per zona i no per evolució) pertany al grup M20. Filogèneticament pertany a les llengües bantu orientals i presenta el codi mwn en l'estàndard ISO 639-3. Malgrat el baix nombre de parlants nadius no es considera una llengua amenaçada pel fort arrelament a les seves comunitats.
Se'n coneixen tres dialectes diferenciats. La llengua consta d'un inventari de fonemes de cinc vocals i 17 consonants. Com altres idiomes de la família, inclou un alt nombre de classes nominals i diferents tons.